# Linea LONA

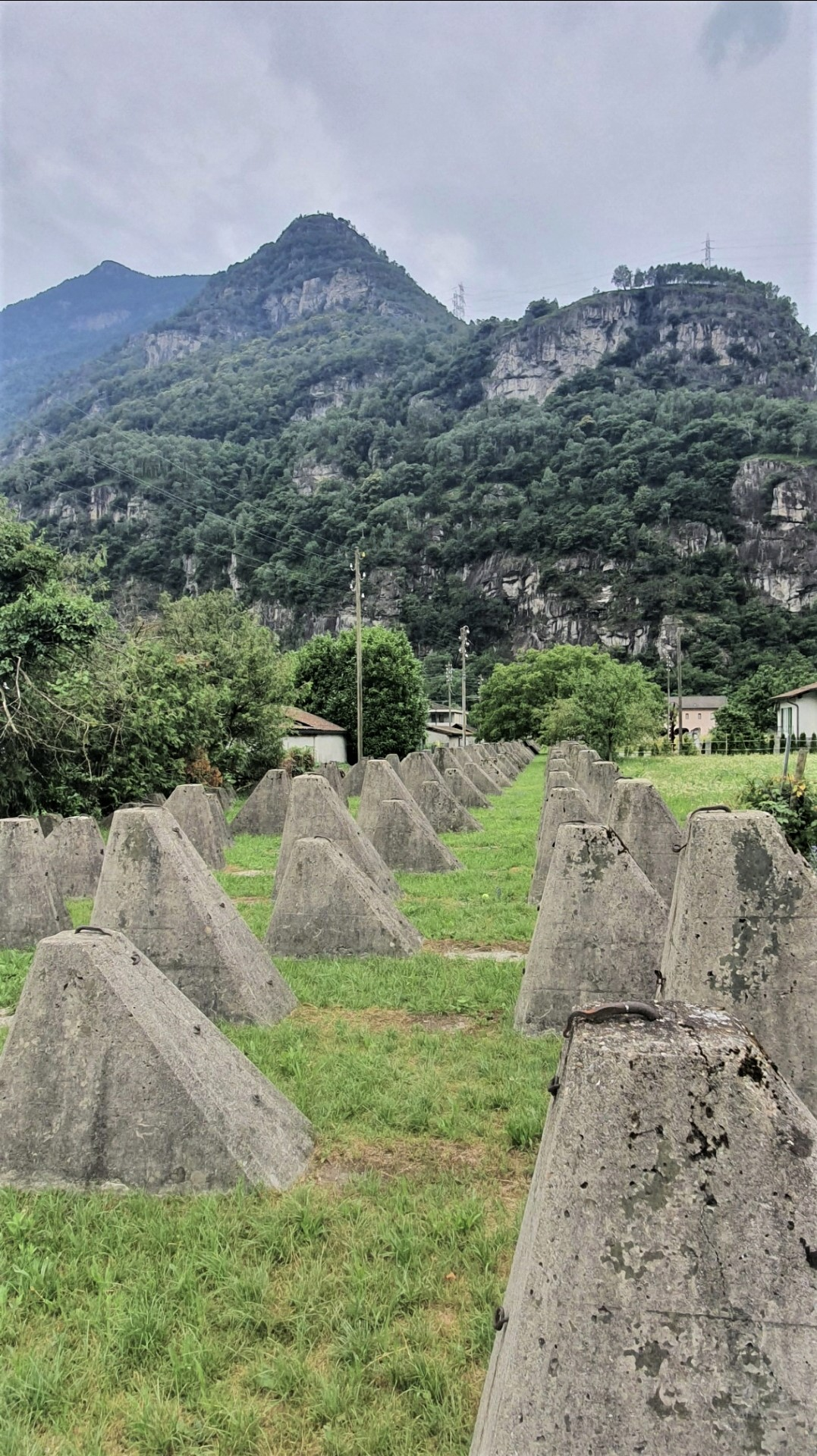

La Linea LONA (LOdrino-OsogNA) è un'opera di fortificazione militare composta da 23 fortini d'artiglieria e da una serie di blocchi anticarro di cemento armato posti su una linea che attraversa tutto il fondovalle, dal quartiere di Lodrino fino a quello di Osogna nel comune svizzero di Riviera, alle porte della Città di Bellinzona.
Fu costruita nel 1939 durante la seconda guerra mondiale, e aveva lo scopo di fermare eventuali attacchi provenienti dall'Italia, il cui Regio Governo rivendicava il territorio ticinese in quanto situato entro il confine naturale delle Alpi.